# Strada nazionale 43 di Val Macra
La strada nazionale 43 di Val Macra era una strada nazionale del Regno d'Italia, che congiungeva Cuneo ad Acceglio.
Venne istituita nel 1923 con il percorso "Cuneo - Prazzo - Acceglio".
Nel 1928, in seguito all'istituzione dell'Azienda Autonoma Statale della Strada (AASS) e alla contemporanea ridefinizione della rete stradale nazionale, il suo tracciato costituì per intero la strada statale 22 di Val Macra.